# Thymus viciosoi
Thymus viciosoi là một loài thực vật có hoa trong họ Hoa môi. Loài này được Pau ex R.Morales miêu tả khoa học đầu tiên năm 1995 publ. 1996.